# 莫尔比县
莫尔比县（Morbi district）为印度古吉拉特邦所辖县份，该县为2013年印度独立日古邦新设7县之一，自毗连县份划部分区域置。莫尔比县下辖5乡，因治所位于莫尔比得名 。人口960,329人（2011年）。